# Расовий антисемітизм
Расовий антисемітизм — варіант антиюдаїзму, який розглядає євреїв як природжених носіїв біологічно збиткових ознак, а тому не тільки не визнає за асимільованими євреями права на існування, а й вважає їх найнебезпечнішими, оскільки вони вносять «псування» у здорове тіло нації і намагаються таємно захопити владу над нею.
Виник в XIX столітті в середовищі німецьких і австрійських пангерманістів. Расовий антисемітизм можна назвати «класичним»: саме з ним пов'язано виникнення самого поняття «антисемітизм», і саме його результатом став найбільший прояв антисемітизму — Голокост.

## Історія

### Походження
У XIX столітті ідеї расизму отримали істотний розвиток і отримали умови для масового впровадження в європейському суспільстві. Теоретичну основу для цих поглядів склали расові теорії Ганса Гюнтера, Жозефа Гобіно, Людвіга Вольтмана та інших.
У той же час антиєврейські традиції в Європі, засновані на християнській юдофобії, стали загальнокультурним явищем. При цьому багато антисемітів порвали з християнством, а багато євреїв асимілювалися. Таким чином, виникла ідеологічна потреба у світській теорії, що обґрунтовує ненависть до євреїв.
Расизм в Німеччини та Австрії був тісно пов'язаний з пангерманистськими ідеями створення спільної держави для всіх німецькомовних жителів Європи. Він трактувався як біологічна боротьба двох світоглядів, носіями яких були дві раси — «арійська» і «семітська». Додатковою основою служили також ідеї видатних представників течії «культурпессімізма» Пауля Лагард та Юліуса Лангбена.
Сам термін «антисемітизм» було вперше вжито німецьким публіцистом Вільгельмом Марром в 1880 році в його памфлеті «Перемога германізму над єврейством» (нім. Der Weg zum Sieg des Germanenthums über das Judenthum). Термін пояснюється расистськими уявленнями про біологічну несумісність європейців, які фігурували в перших ідеологів расового антисемітизму як «німецька» або «арійська» раса, і євреїв як представників «семітської раси». Цю тему обговорювало безліч німецьких інтелектуалів, зокрема Едуард фон Гартман.
До кінця XIX століття в Німеччині та Австрії сформувався ряд антисемітських шкіл — національно-державна (Генріх фон Трейчке), соціально-християнська (Адольф Штекер) і расова (Євген Дюрінг, Георг фон Шенерер). Фактичний синтез антисемітських шкіл з чільною позицією расизму здійснили Пауль де Лагард і Х'юстон Стюарт Чемберлен. Вільям Ширер в книзі «Зліт і падіння Третього рейху» підкреслював вплив Чемберлена на ідеологію нацистів і особисто Розенберга та Гітлера.
Одним з перших формулювань теорії расового антисемітизму вважається есе Ріхарда Вагнера «Єврейство в музиці» (нім. Das Judenthum in der Musik). Вагнер писав:
|  | Вся європейська цивілізація і її мистецтво залишилися чужими для євреїв, вони не брали ніякої участі в їх створенні та розвитку… Євреї відрізняються повною нездатністю до художнього виразу своєї істоти… Їх єдиний промисел — лихварство… Єврей позбавлений істинної пристрасті, тієї саме, яка спонукала б його сама по собі до художньої творчості… Для єврея зробитися разом з нами людиною, значить, перш за все, перестати бути євреєм… |

У листі своїй другій дружині Вагнер писав, що «навіть однієї мікроскопічної краплі крові вже досить, щоб людина ніколи не змила з себе ганьбу бути євреєм, і вона повинена бути знищена». Ідеї Вагнера вплинули на німецьких націонал-соціалістів і особисто Адольфа Гітлера.
Істотний вплив на розвиток расового антисемітизму надали також праці французького публіциста Едуарда Дрюмона. Його книга «єврейська Франція» (1886) була широко розтиражована і переведена на безліч мов, включаючи російську.
Надалі антисемітська ідеологія вперше в історії стала основою для створення політичних партій. Першим таку партію створив 1878 році Адольф Штекер. Разом з союзниками йому вдалося домогтися істотного успіху в 1893 році, отримавши 15 місць в рейхстазі. В 1895 році австрійський антисеміт Карл Люгер отримав більшість місць в муніципалітеті Відня і був призначений мером австрійської столиці. У Росії одним з пропагандистів расового антисемітизму був Василь Шульгін.

### Расовий антисемітизм в законах та політиці XX століття

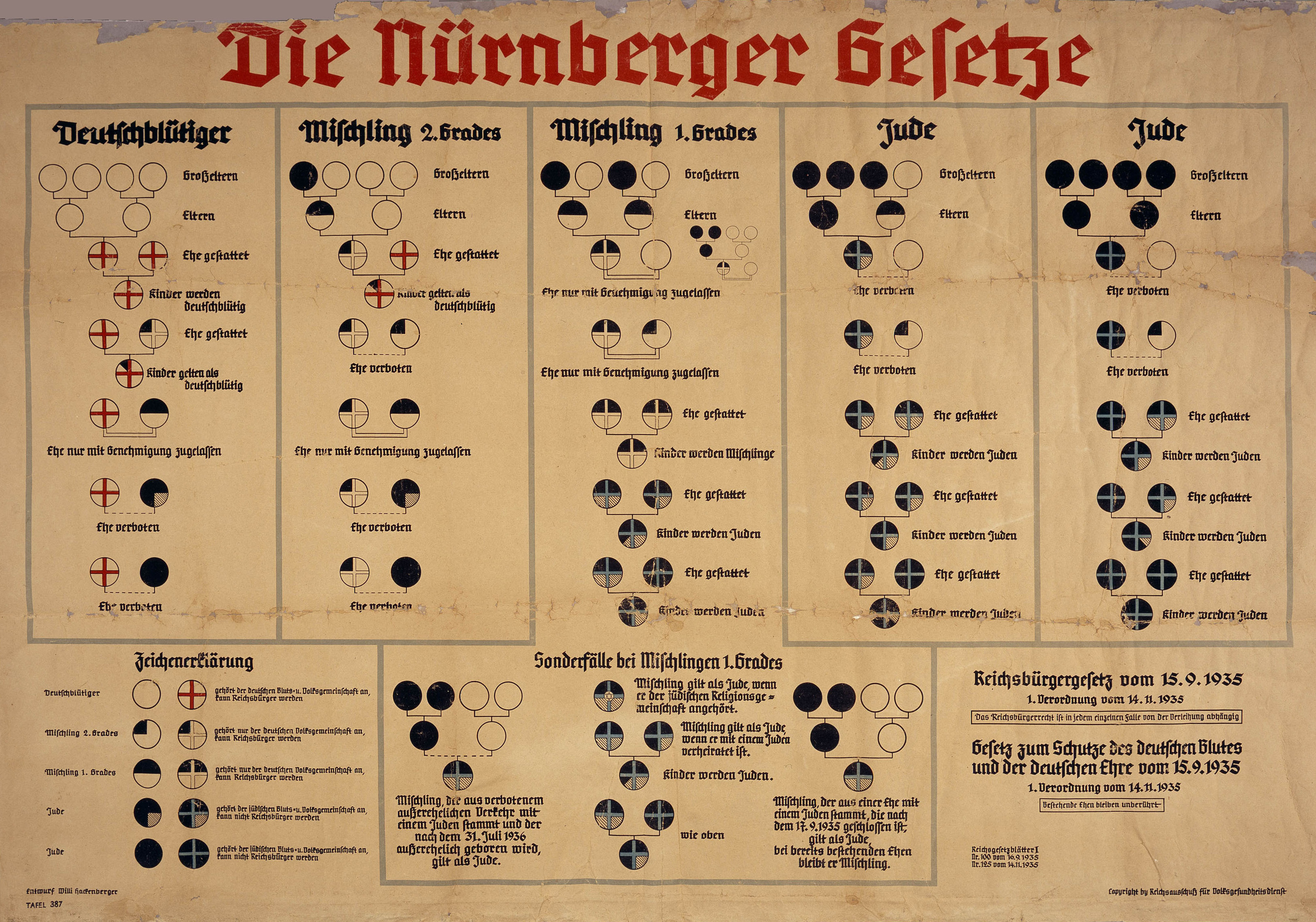
Схема визначення єврея згідно з Нюрнберзькими расовими законами

Нацистські ідеологи відкидали принципи рівності і загальнолюдських цінностей, проголошені в епоху Просвітництва. В основі націонал-соціалізму лежали ідеї раси — об'єднання людей «однієї крові». Перший німецький підручник з генетики Ервіна Бауера, Еугена Фішера і Фріца Ленца, містив тезу, що існують «гірші» (inferior) люди з низьким рівнем розумового розвитку, які розмножуються набагато швидше «кращих», або «вищих» (superior) представників людства.
У німецький народ включалися представники наступних рас, які вважалися «арійськими»:
- нордична,
- фальська,
- динарська,
- альпійська,
- східнобалтійська,
- середземноморська

Расовий антисемітизм займав важливе місце в нацистської пропаганді. В Третьому рейху він був зведений в ранг закону. У роз'ясненнях міністерства внутрішніх справ від 1 вересня 1933 року вказувалося, що вирішальним при визначенні «неарійців» є не релігія, а раса і кров.
Аналогічні расові закони були прийняті в Італії та Угорщині, Румунії, Болгарії, а також деякими маріонетковими урядами окупованих під час Другої світової війни Третім рейхом країн, наприклад Норвегії, і режимом Віші.
Євреї позбавлялися громадянства, політичних прав, їм заборонялося, зокрема, володіти нерухомим майном, відвідувати громадські місця і укладати шлюби з представниками «арійських» рас.

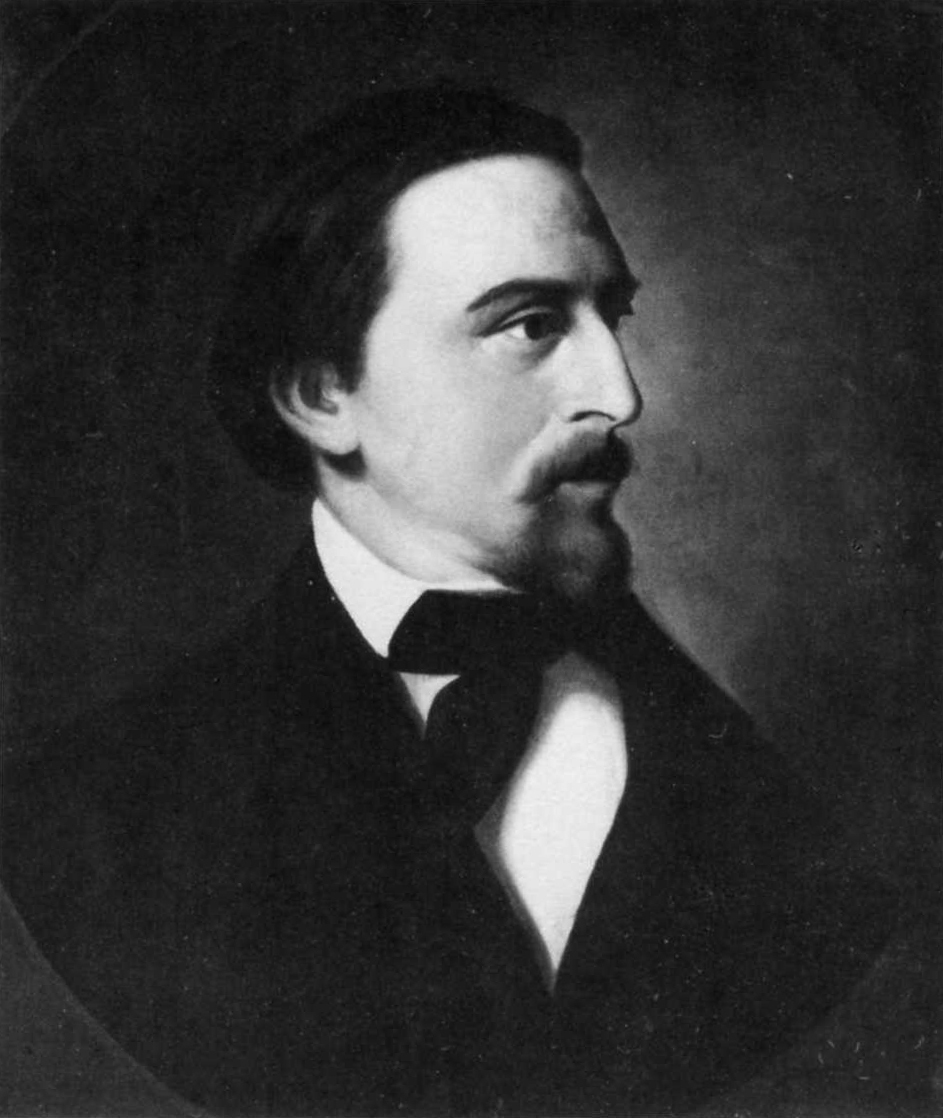
Вільгельм Марр
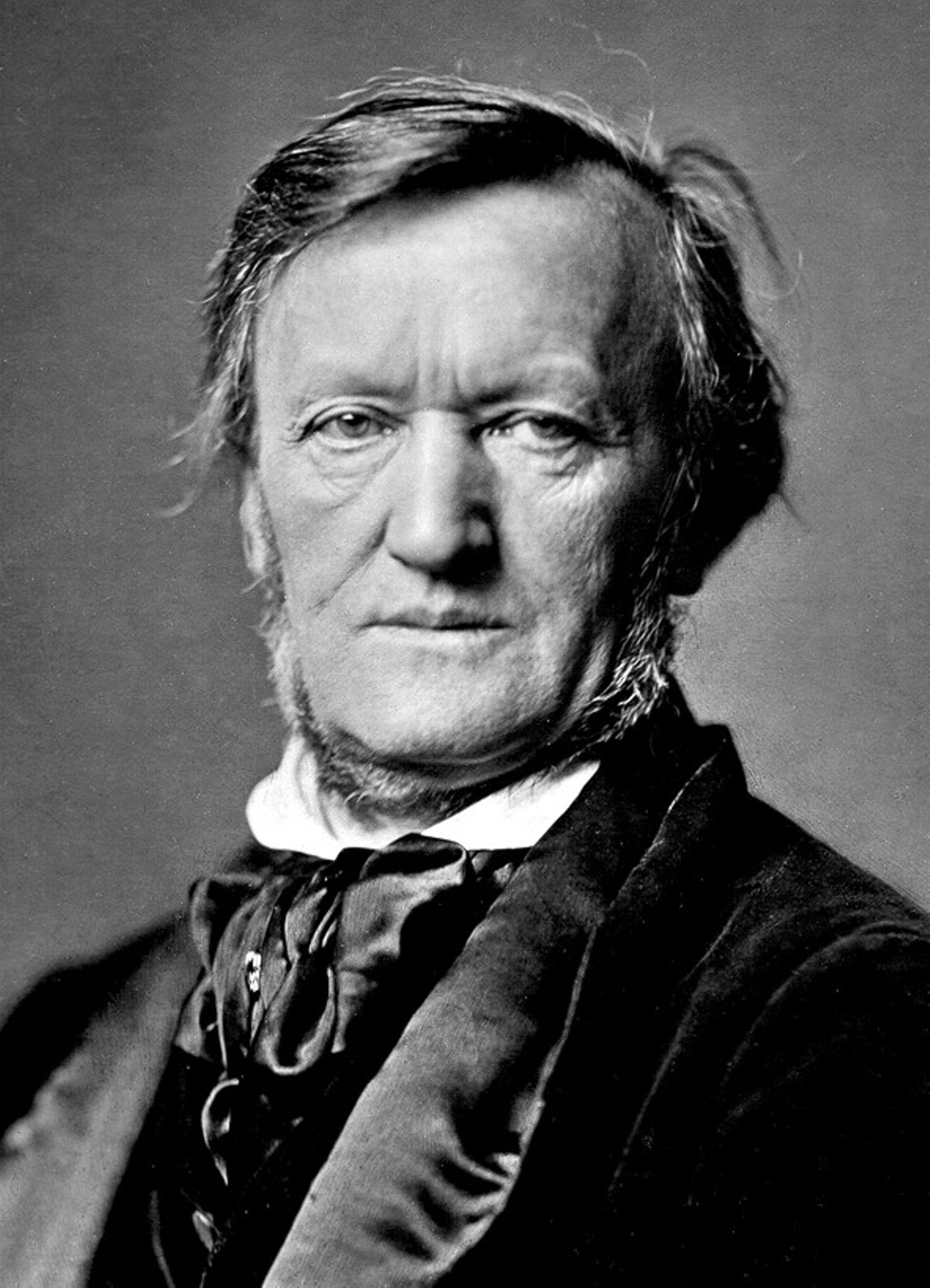
Ріхард Вагнер
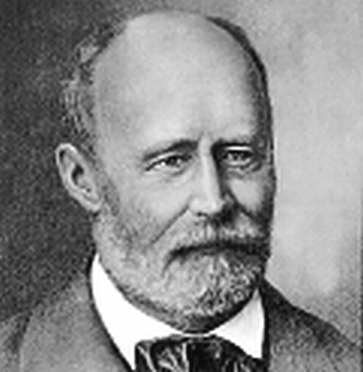
Пауль де Лагард
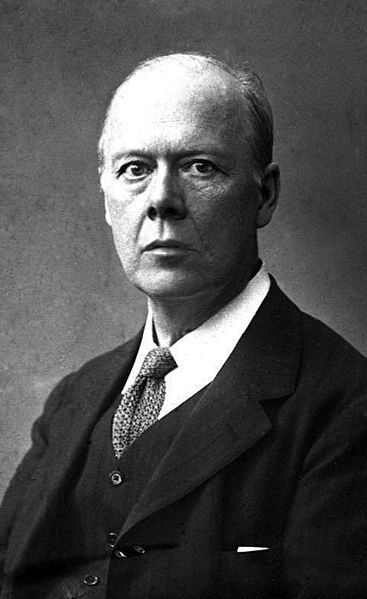
Х'юстон Чемберлен